# 雅螞蝗屬
雅螞蝗屬（學名：Tateishia）又作雅螞蟥屬，是豆目豆科的一屬，包含至少3個物種，原生分佈於印度次大陸、中國、緬甸及菲律賓。

## 分類
本屬屬於蝶形花亞科，被歸類於山螞蝗族、山螞蝗亞族，其成員過去大都被歸類於近緣的山螞蝗屬之中。

### 内部分類
本屬受承認的3個物種如下：
- Tateishia bolsteri (Merr. & Rolfe) H.Ohashi & K.Ohashi, 2018
- 凹叶山蚂蝗 Tateishia concinna (DC.) H.Ohashi & K.Ohashi, 2018
- Tateishia retusa (D.Don) H.Ohashi & K.Ohashi, 2018

## 外部連結
- 維基物種上的相關：雅螞蝗屬